# Лідінге (комуна)
Комуна Лідінге (швед. Lidingö kommun) — адміністративно-територіальна одиниця місцевого самоврядування, що розташована в лені Стокгольм у центральній Швеції. До її складу входить острів Лідінге та низка дрібніших острівців.
Лідінге 285-а за величиною території комуна Швеції. Адміністративний центр комуни — місто Лідінге.

## Населення
Населення становить 44 434 чоловік (станом на січень 2013 року). 
| Кількість населення комуни Лідінге за 1970-2010 роки | Кількість населення комуни Лідінге за 1970-2010 роки | Кількість населення комуни Лідінге за 1970-2010 роки | Кількість населення комуни Лідінге за 1970-2010 роки | Кількість населення комуни Лідінге за 1970-2010 роки |
| ---------------------------------------------------- | ---------------------------------------------------- | ---------------------------------------------------- | ---------------------------------------------------- | ---------------------------------------------------- |
| Рік                                                  |                                                      |                                                      | Населення                                            |                                                      |
| 1970                                                 | 1970                                                 |                                                      | 36 174                                               | 36 174                                               |
| 1975                                                 | 1975                                                 |                                                      | 36 727                                               | 36 727                                               |
| 1980                                                 | 1980                                                 |                                                      | 37 390                                               | 37 390                                               |
| 1985                                                 | 1985                                                 |                                                      | 38 271                                               | 38 271                                               |
| 1990                                                 | 1990                                                 |                                                      | 38 399                                               | 38 399                                               |
| 1995                                                 | 1995                                                 |                                                      | 39 042                                               | 39 042                                               |
| 2000                                                 | 2000                                                 |                                                      | 40 584                                               | 40 584                                               |
| 2005                                                 | 2005                                                 |                                                      | 41 892                                               | 41 892                                               |
| 2010                                                 | 2010                                                 |                                                      | 44 017                                               | 44 017                                               |
| Джерело: SCB                                         |                                                      |                                                      |                                                      |                                                      |

## Населені пункти
Комуні підпорядковано 3 міські поселення (tätort) та низка сільських, більші з яких:
- Лідінге (Lidingö)
- Бревік (Brevik)
- Стіклінґе-удде (Sticklinge udde)
- Тролльдален (Trolldalen)

## Міста побратими
Комуна підтримує побратимські контакти з такими муніципалітетами:
- Логя, Фінляндія
- Салдус, Латвія

## Галерея

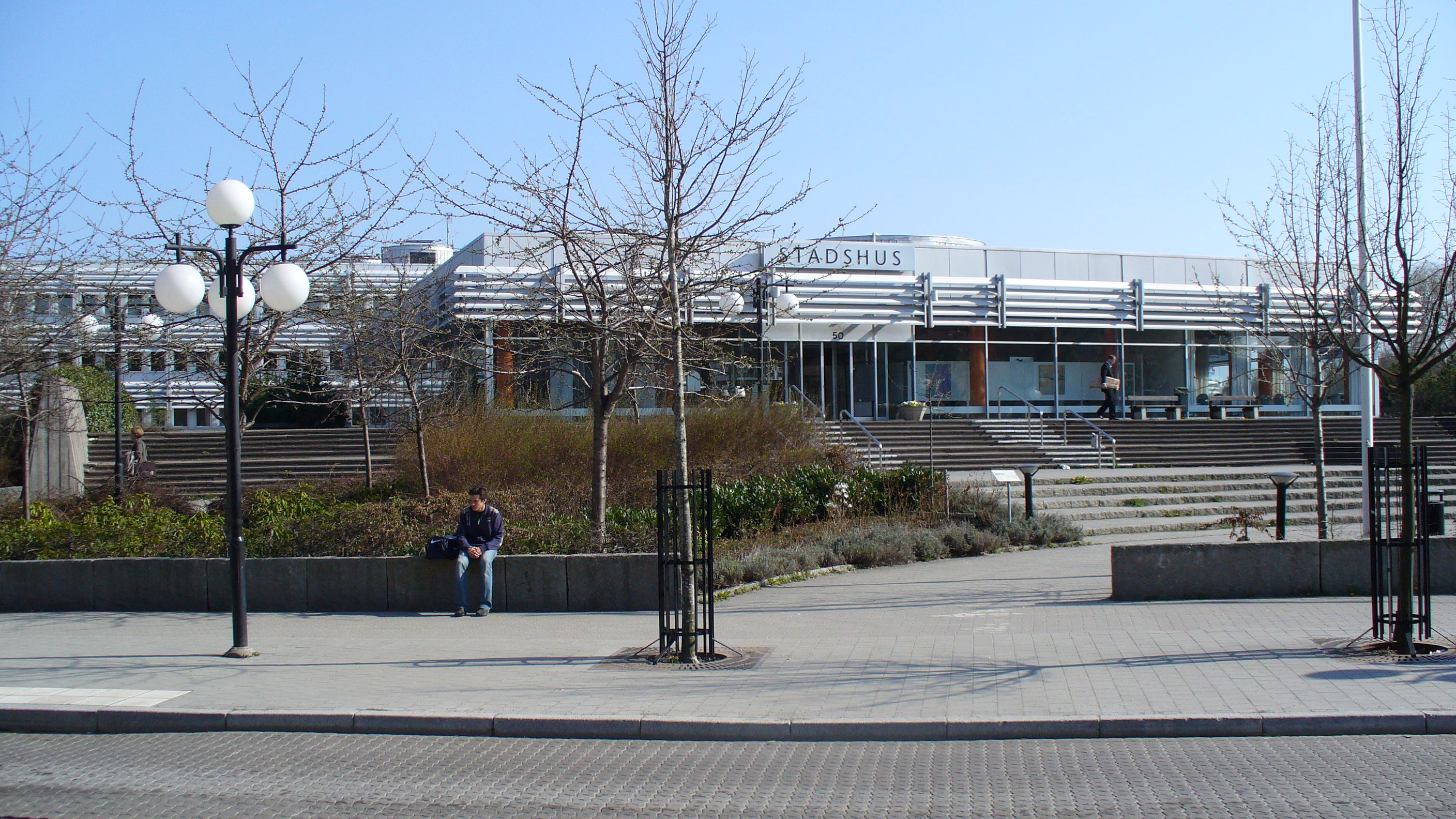
Управа комуни (Лідінге)
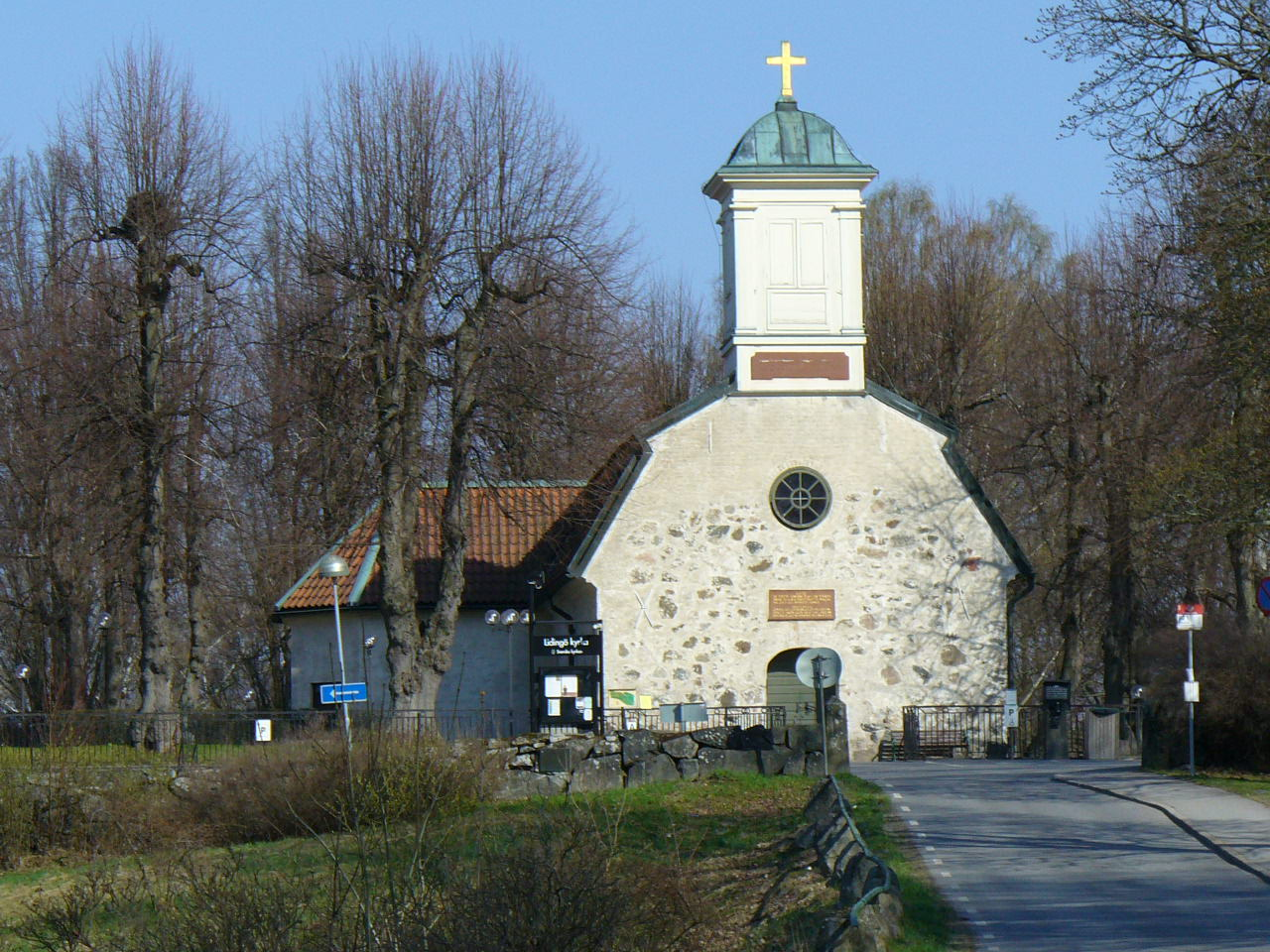
Церква (Лідінге)
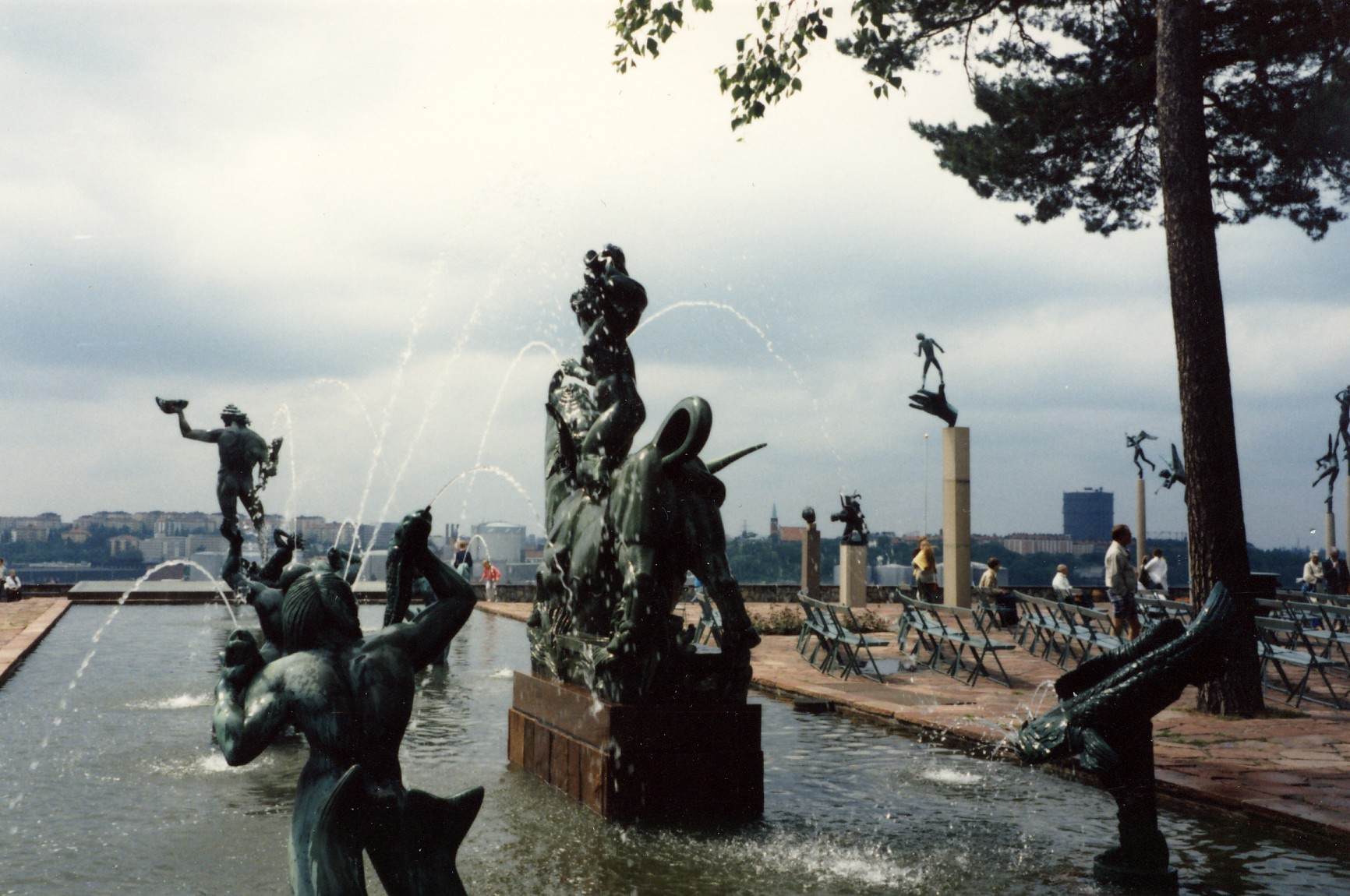
Міллесґорден
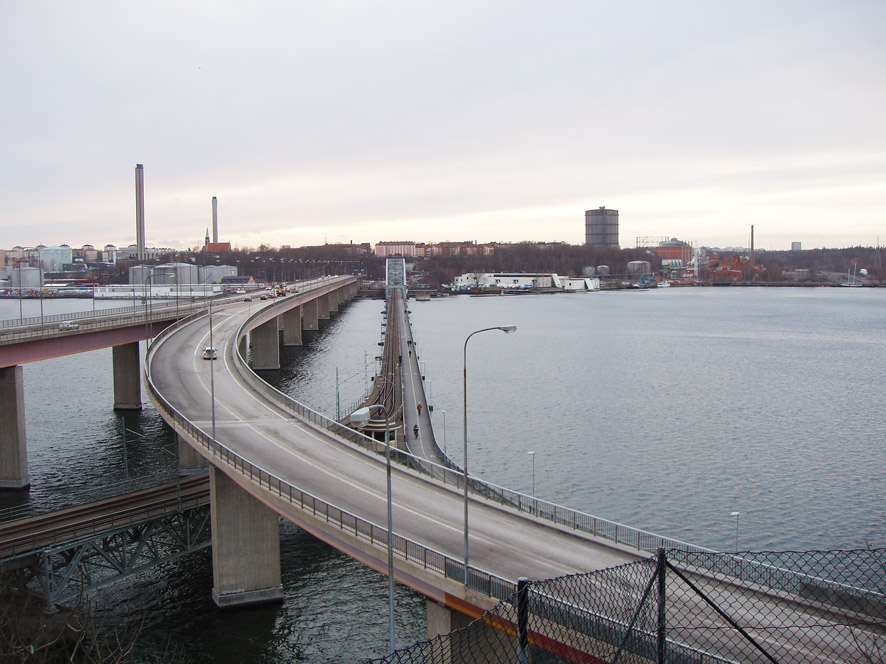
Міст із Лідінге до Стокгольму

## Виноски
1. ↑  Andersson P. Sveriges kommunindelning 1863-1993 — Mjölby: Draking, 1993. — 132 с. — ISBN 978-91-87784-05-7
2. ↑  Kommunstyrelsen — Лідінґе.
3. ↑  Folkmangd i riket, lan och kommuner (шв.) . Центральне бюро статистики Швеції. Архів оригіналу за 20 серпня 2013. Процитовано 27 лютого 2013.